# Tylman z Gameren

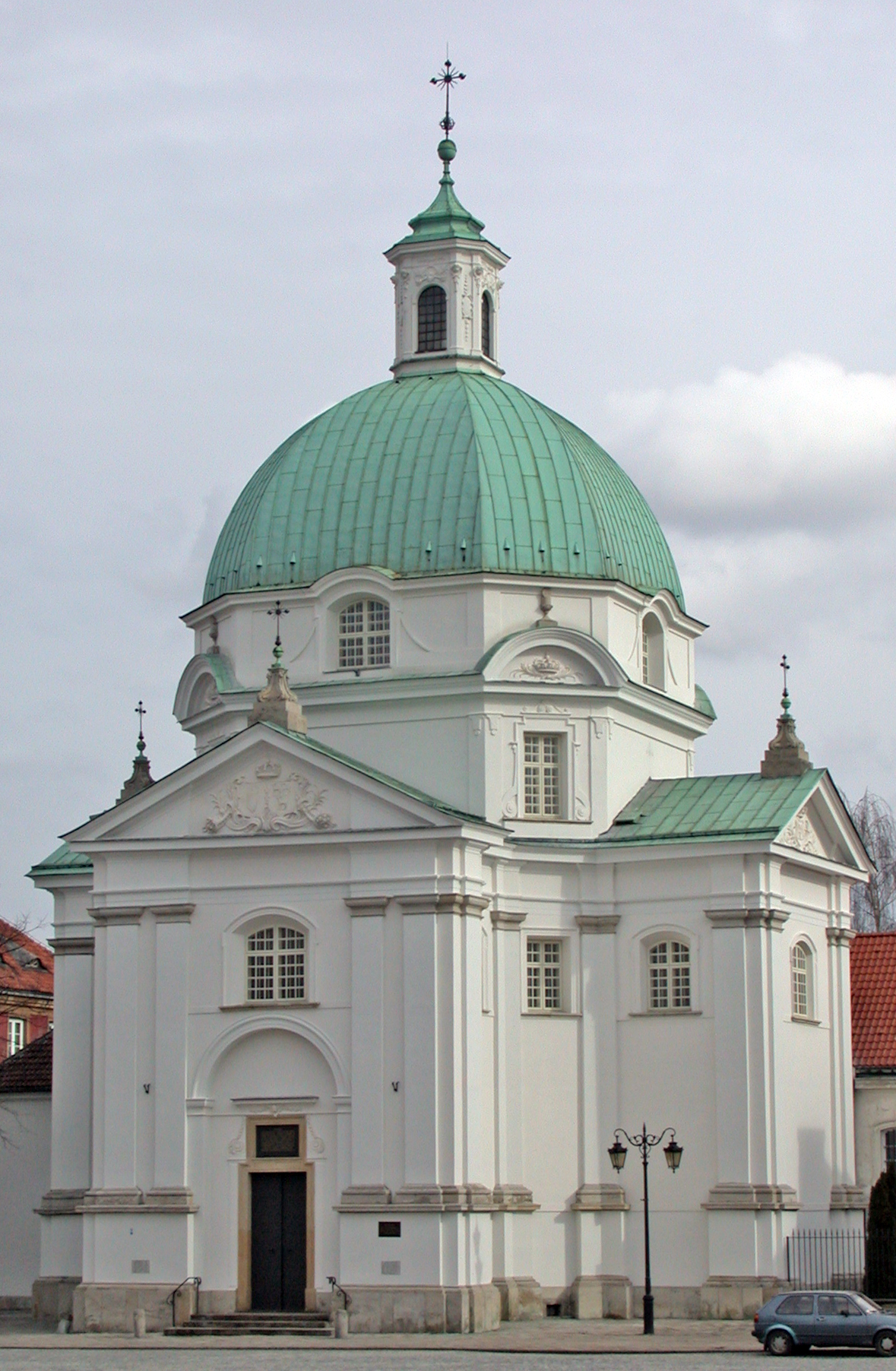
Kościół Sakramentek w Warszawie

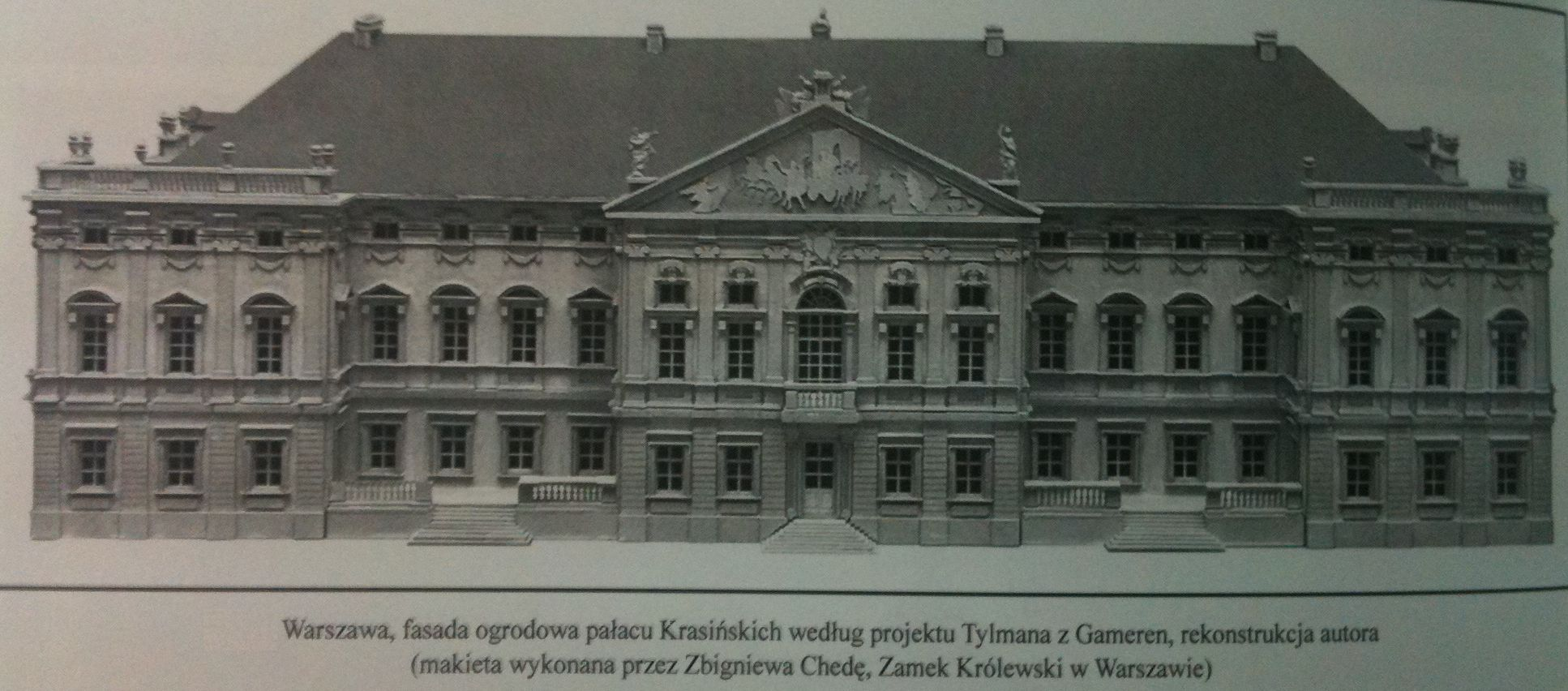
Pałac Krasińskich w Warszawie

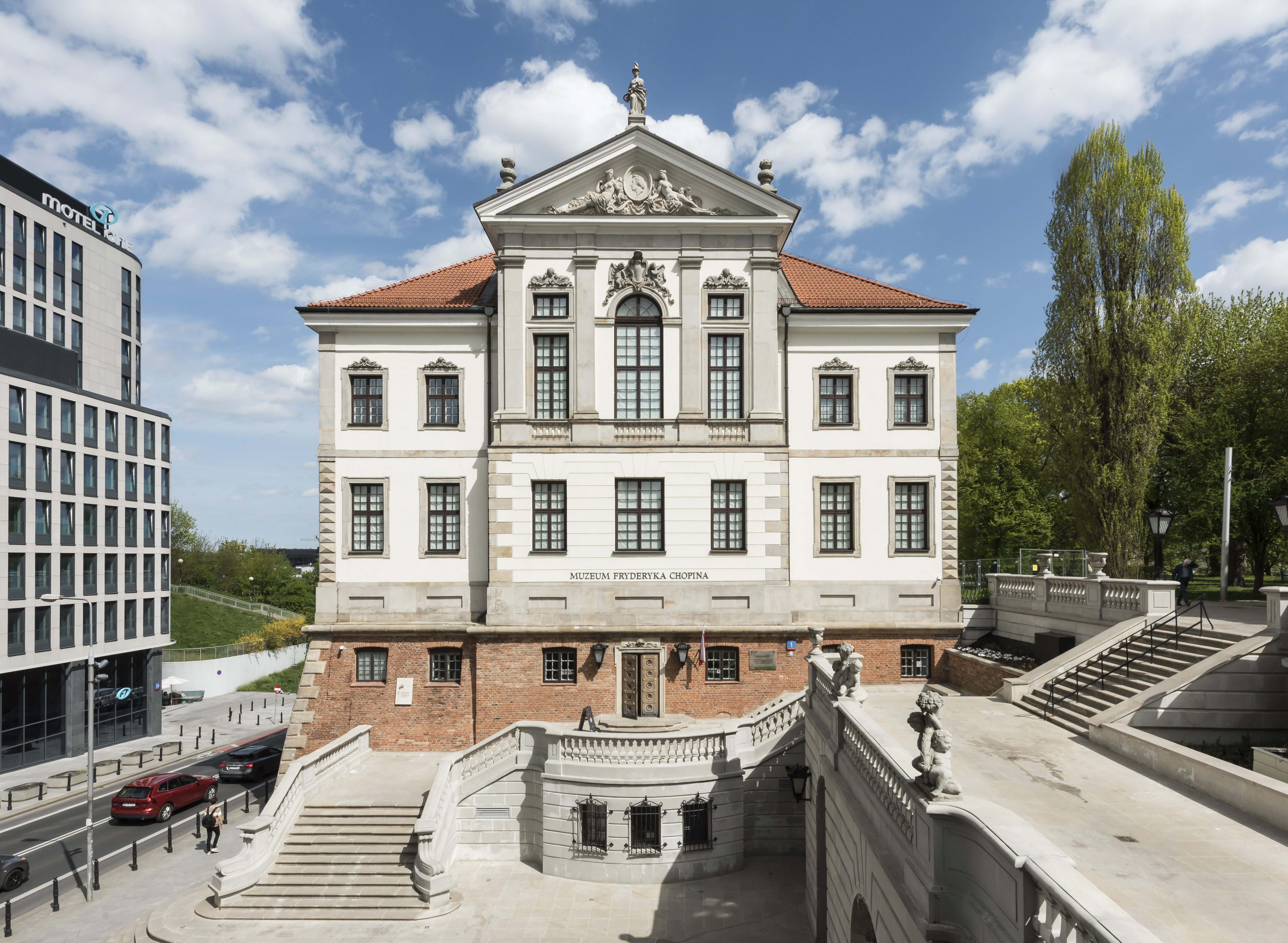
Pałac Ostrogskich (Gnińskich) w Warszawie

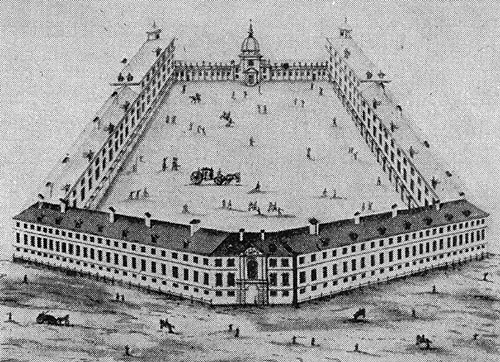
Pałac Marywil w Warszawie

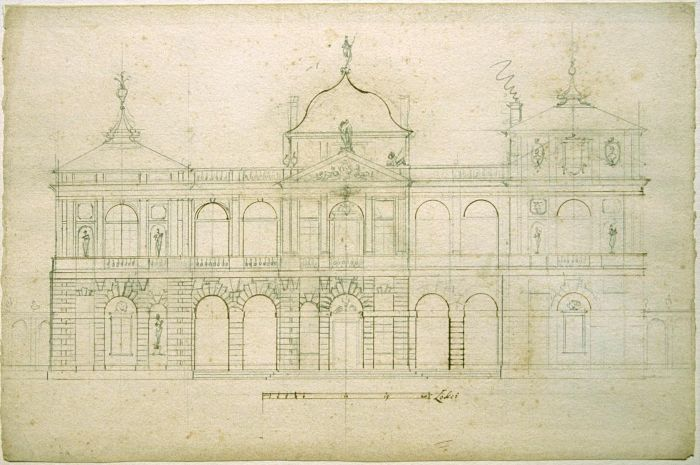
Pałac Brühla/Ossolińskich w Warszawie

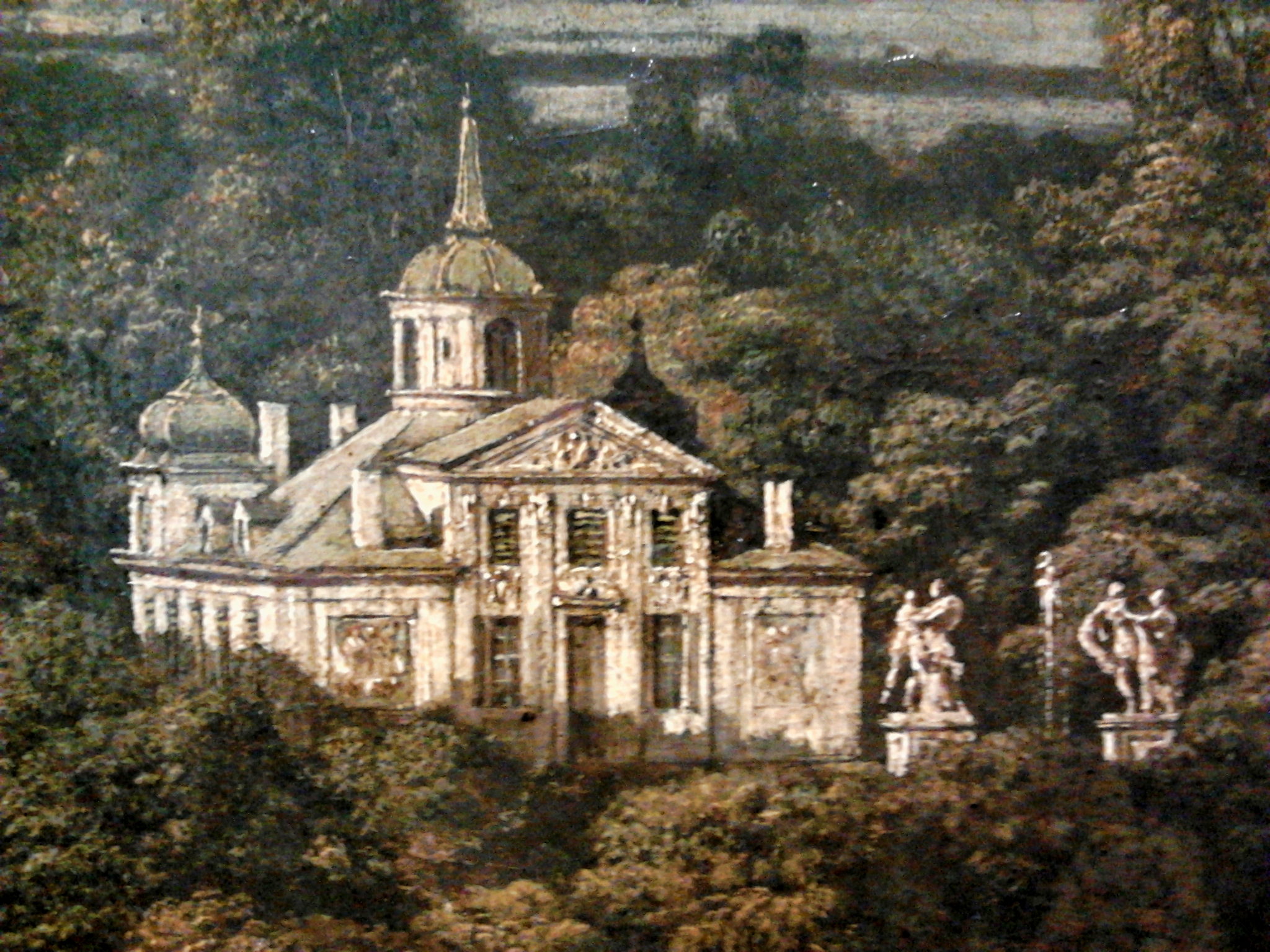
Łazienka k. Ujazdowa dla Stanisława Herakliusza Lubomirskiego (1676-1683)

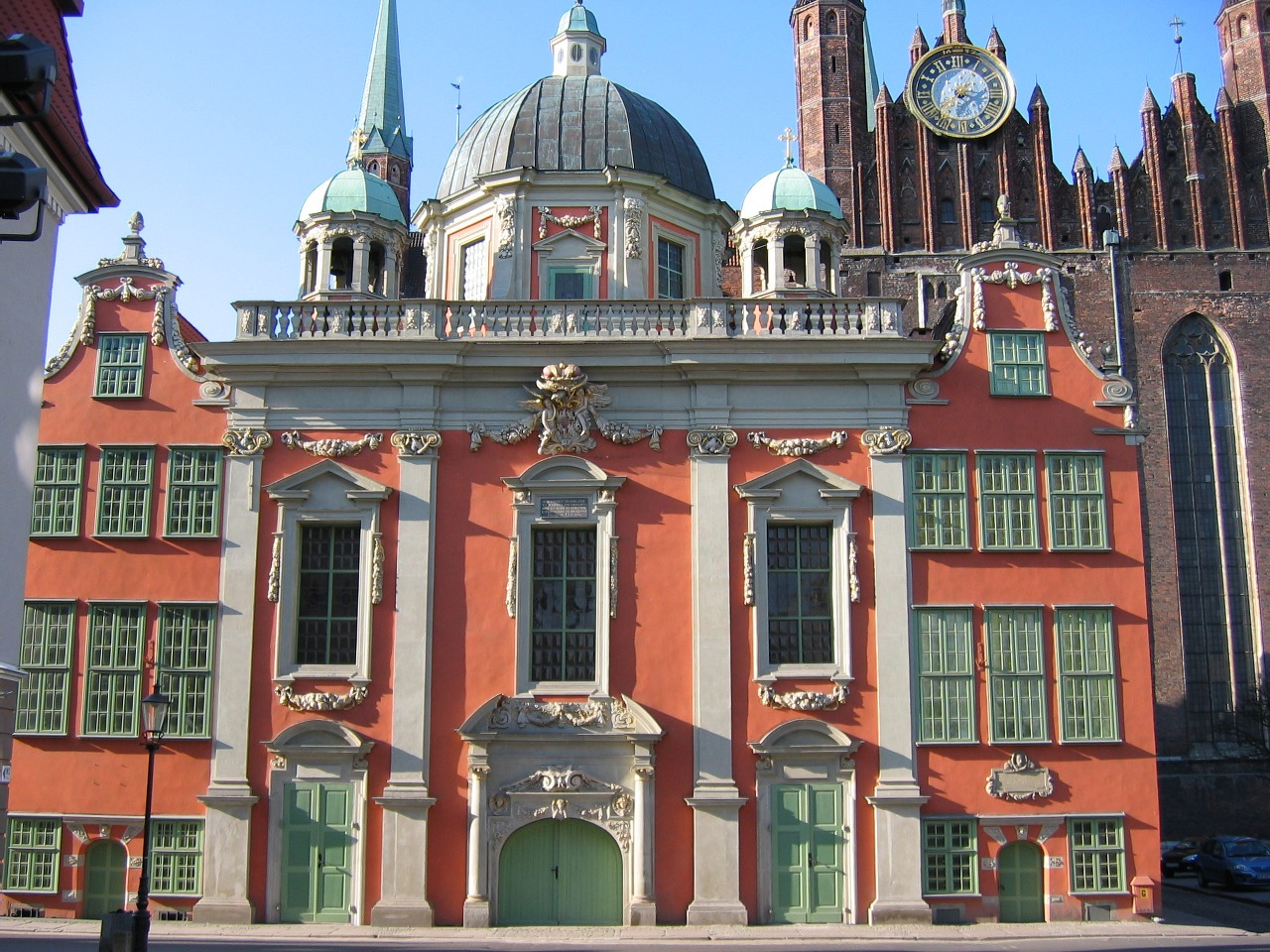
Kaplica Królewska w Gdańsku

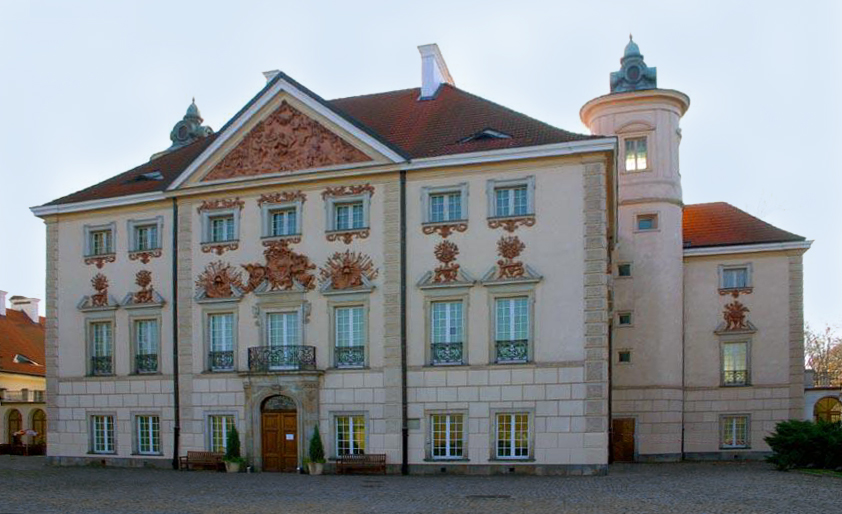
Pałac w Otwocku Wielkim

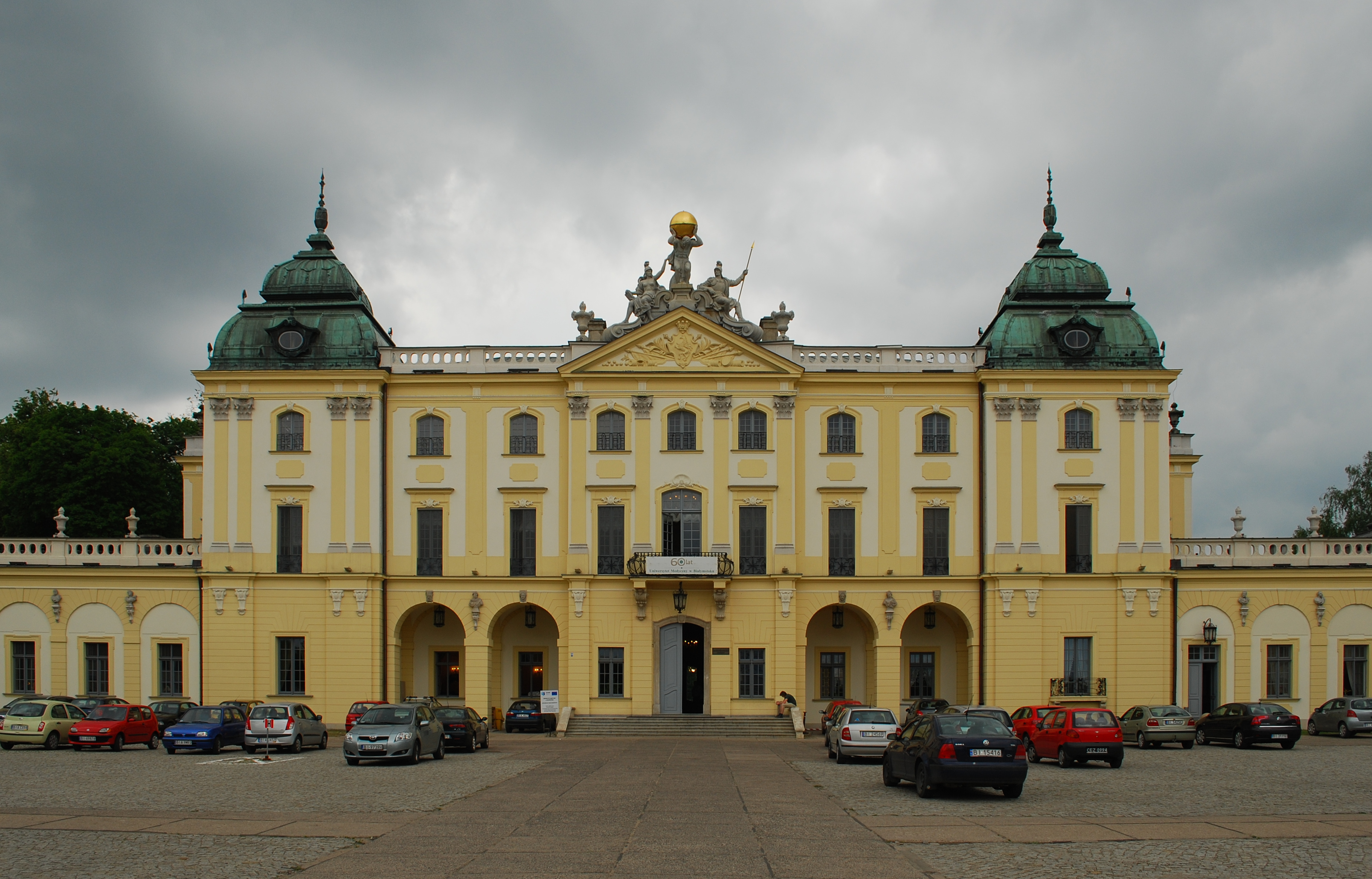
Pałac Branickich w Białymstoku (widok od strony dziedzińca)

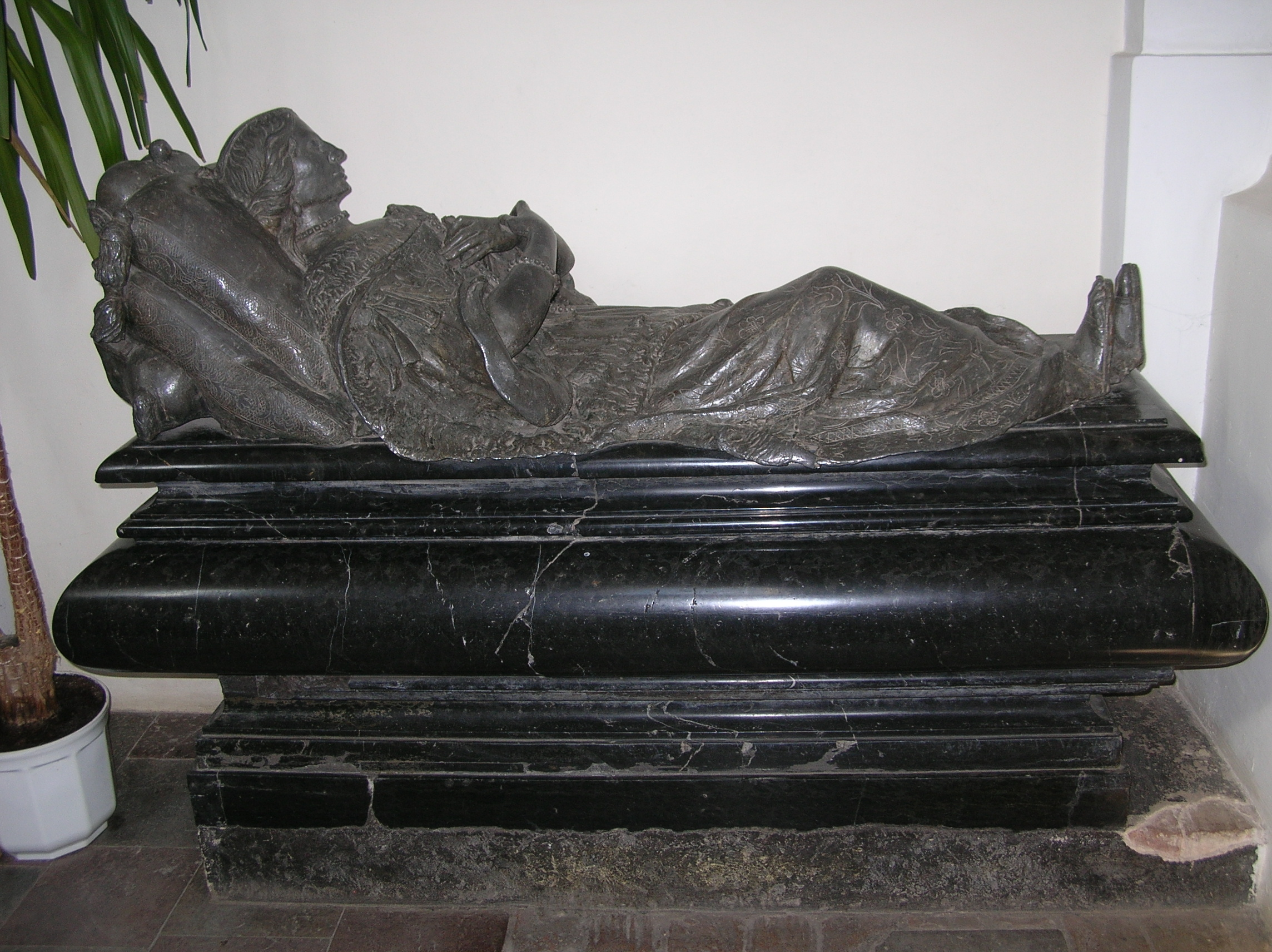
Pomnik nagrobny Zofii Lubomirskiej w Końskowoli, dzieło Tylmana.

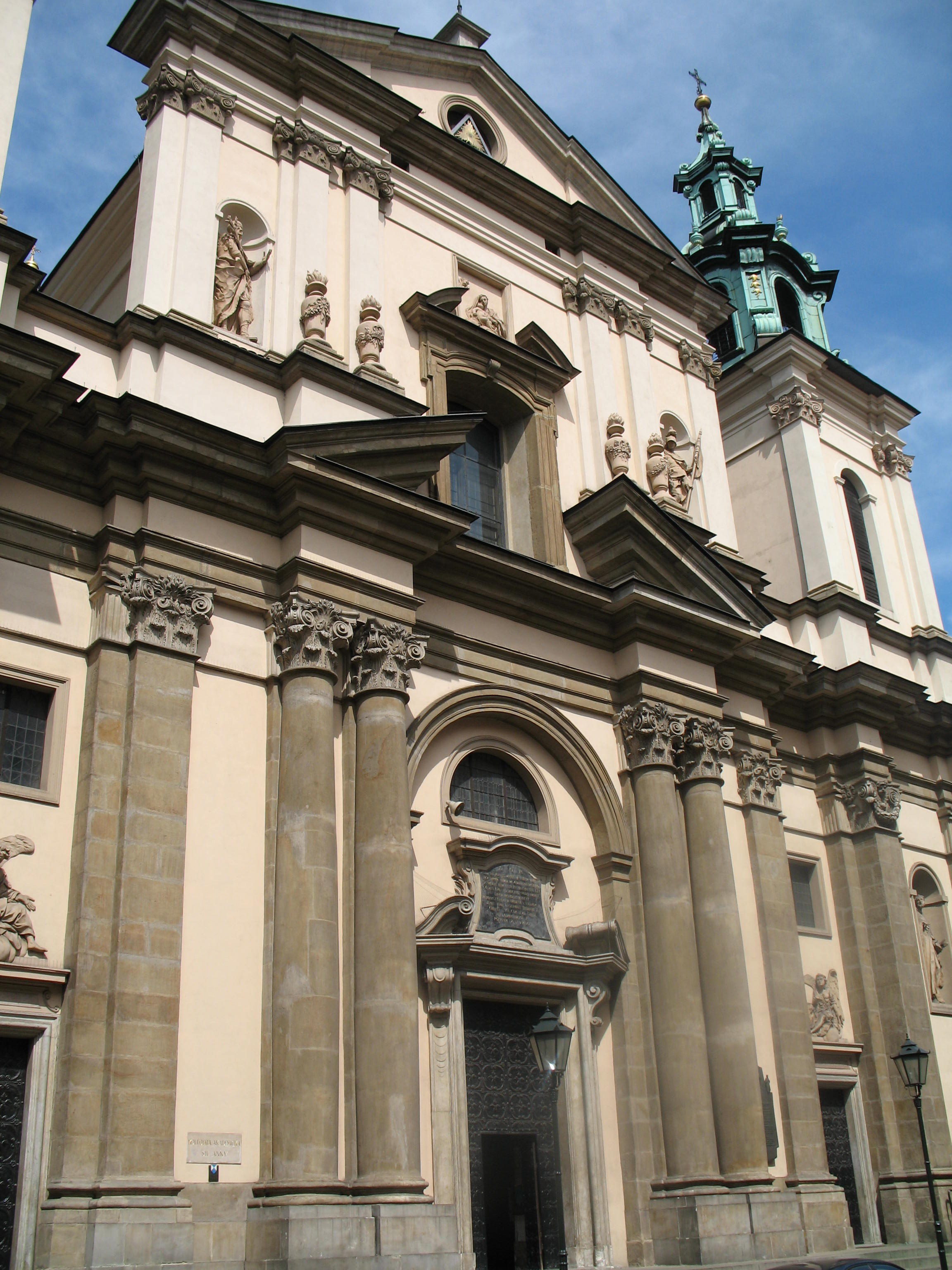
Kościół św. Anny w Krakowie

Tylman z Gameren, inaczej Tylman Gamerski, Tylman van Gameren, Tylman de Gameren, niderl. Tielman van Gameren (ur. 3 lipca 1632 w Utrechcie, zm. 1706 w Warszawie) – architekt pochodzenia niderlandzkiego. Był przedstawicielem nurtu klasycyzującego w architekturze dojrzałego baroku.

## Życiorys
Syn Jakuba Janszoona van Gameren, utrechckiego krawca. Podróżował do Niemiec, Włoch, zapewne i do Francji. Zdobył wykształcenie w zakresie nauki wojskowej, geometrii, humanistyki. Był też malarzem, lecz jego dzieła pozostają niezidentyfikowane.
Zapewne ok. 1660 doskonalił się w zakresie architektury i malarstwa w Wenecji.
Uczeń Jacoba van Campena. Od 1664 roku pracował dla Stanisława Herakliusza Lubomirskiego, po uzyskaniu serwitoriatu został architektem królewskim Michała Korybuta Wiśniowieckiego. W Warszawie mieszkał m.in. w należącej do niego kamienicy przy ul. Piwnej 31. Pochowany w Kaplicy Moskiewskiej przy nieistniejącym kościele Matki Boskiej Zwycięskiej oo. dominikanów obserwantów w Warszawie.
Ucieleśniał wprowadzony przez literaturę drugiej połowy XVI w. typ artysty-uczonego, filozofa, il virtuoso, żyjącego na dworze w służbie monarchy czy księcia. Tylman jako pierwszy w Polsce był przykładem idei rozróżnienia wykonawcy i architekta zaczętego przez Vasariego, który wyraził pogląd o wyższości rysunku nad dziełem wykonanym.

## Inspiracje
Decydujące znaczenie dla Tylmana miały na pewno studia w rodzinnym kraju, gdzie w połowie stulecia rozwijał się wówczas nowy klasycyzujący kierunek w indywidualny sposób przetwarzający elementy północnowłoskiej architektury Palladia i Scamozziego, łączący je z formami równolegle rozwijającego się z klasycyzmu francuskiego.
Przejeżdżał zapewne przez Francję, jadąc na południe, i w dziełach François Mansarta i Louisa Le Vau wykształcił się bliski Tylmanowi typ rezydencji o klasycystycznych podziałach i dekoracji, rozczłonkowanej bryle korpusu ujętego skrzydłami oficyn i rozległym założeniu entre cour et jardin, oraz Włoch, zwłaszcza weneckiej terra ferma z jej palladiańską architekturą willową.
Pobyt w Wenecji utrwalił i pogłębił jego dotychczasową formację artystyczną.: kościoły Palladia, pałace przy Canal Grande z triadami serliany środkowych okien. Zapewne jeszcze w rodzinnym kraju studiował traktaty Witruwiusza i Albertiego. Temat świątyni na planie centralnym będzie go odtąd nurtować, a projektując warianty budowli centralnych będzie bardziej lub mniej świadomie nawiązywał do renesansowych koncepcji Brunelleschiego, Giuliana de Sangallo, Bramantego, Leonarda, Rafaela, Michała Anioła. Cechuje go też dążność do doskonałych kompozycji, symetria, przejrzystość, logika, racjonalizm. Unikał ujęć perspektywicznych.
W Wenecji mógł się spotkać z Longheną, czerpał z jego kościoła S. Maria della Salute, od niego wziął nowatorski typ scenograficznej kompozycji wnętrza kościelnego.
Wpływy włoskie czerpał z fasad kościelnych, np. typ Il Gesu z wielkim porządkiem, czy fasada z dostawionymi niskimi wieżami, pojawiają się po raz pierwszy w Polsce dzięki niemu.
Sztukę Tylmana formowali wreszcie sami zleceniodawcy, ich potrzeby, oczekiwania. Polaków cechowało głównie umiłowanie trwałości i wygody, estetyka schodziła na drugi plan. Wynikało to z braku tradycji artystycznych, niedostatek wykwalifikowanych urzędników, czy gorsze możliwości materiałowe, stąd tak skromna artykulacja, przewaga cegły i tynku. Ale jednak Tylmanowi udało się rozpowszechnić artykulację w ogóle. Również z zamiłowania Polaków do Francji wzięło się tak wiele jej elementów: druga Francuzka na tronie polskim, Maria Kazimiera.
Monumentalny, dekoracyjny styl Tylmana pozbawiony był patosu i dynamiki pełnego baroku rzymskiego, nawiązywał głównie do wcześniejszego północnowłoskiego klasycyzmu. Typowe dla jego twórczości i popularne w Polsce jeszcze przed jego przybyciem były: alkierzowy plan pałacu o serliowskiej genezie, wielkie narożne pawilony nawiązujące do Pałacu Luksemburskiego w Paryżu, wywodzące się z Rzymu odmiany kościelnych fasad, układów wnętrza i systemów jego artykulacji. Jego pałace i dwory składały się zazwyczaj ze zwartego korpusu i harmonijnie wyważonych wież narożnych, alkierzy czy pawilonów, niekiedy rozbudowanych dla pomieszczenia apartamentów. Środek korpusu akcentowały ryzality kształtowane jako pseudoportyki.
Funkcjonalne plany tych rezydencji zdradzają francuską dyspozycję wnętrz. Centralne sale czy salony, galerie i wielopokojowe apartamenty, gdzie kulminację stanowiła sypialna alkowa, wydzielona z pokoju ozdobną ramą był odbiciem arystokratycznej kultury obyczajowej Francji Ludwika XIV.

## Dzieła
Dwór i pałac to główne tematy jego architektury – był m.in. w służbie magnackiego dworu Lubomirskich. Były to rezydencje typu wiejskiego, wywodzące się z budownictwa środkowych i północnych Włoch, zwłaszcza z typu podmiejskiej i wiejskiej willi (witruwiańska villa suburbana i villa rustica). Stosował schemat północno-włoskiej willi o przejrzystym rozkładzie wnętrz, powiązanych amfiladowo, której część środkową zajmuje wysoki reprezentacyjny salon, ujęty po bokach niższymi pokojami symetrycznych apartamentów mieszkalnych.

### Kościoły
- Sakramentek pod wezwaniem św. Kazimierza w Warszawie, świątynia na planie centralnym, zwieńczona ośmiokątną kopułą na tamburze (1688–1692)
- Bernardynów na Czerniakowie w Warszawie, złożony z centralnej nawy na planie krzyża greckiego oraz ośmiokątnego prezbiterium dostawionego do jednego z jego ramion, 1687–1692
- Kościół Przemienienia Pańskiego w Warszawie, 1683–1694
- kościół św. Anny w Krakowie, projekty zmodyfikowane przez innych architektów, 1689–1703
- św. Krzyża w Rzeszowie (1702–1707)
- św. Trójcy w Radomiu, budowany etapami od 1613; jednak to właśnie Tylman z Gameren nadał mu ostateczny kształt
- Kaplica Królewska w Gdańsku (1678–1681)
- Kościół św. Antoniego z Padwy i św. Piotra z Alkantary w Węgrowie (1693–1715)
- Kościół Wniebowzięcia Najświętszej Marii Panny w Węgrowie (1703–1706)

#### przypisywane
- Kościół św. Stanisława w Starochęcinach
- Kościół Świętej Trójcy w Warszawie[4]

### Pałace
- Krasińskich w Warszawie fundacji Jana Dobrogosta Krasińskiego (lata 1689–1695), wykonawcy projektu to Józef Szymon Bellotti, Izydor Affaita, Francesco Solari i Maderni, z rzeźbami Andrzeja Schlutera,
- Pałac Lubomirskich w Dąbrowie Tarnowskiej,
- Pałac Czapskich w Warszawie (1680–1705) – dla prymasa (od 1687) Michała Stefana Radziejowskiego,
- Pałac Paca-Radziwiłłów w Warszawie,
- Pałac Gnińskich w Warszawie (1681–1685),
- Pałac Pod Czterema Wiatrami w Warszawie,
- Pałac Brühla w Warszawie dla rodu Ossolińskich, (ok. 1694),
- Przebudowa zamku w Rzeszowie,
- Letni Pałac Lubomirskich w Rzeszowie,
- Pałac Branickich w Białymstoku,
- Łazienka k. Ujazdowa dla Stanisława Herakliusza Lubomirskiego (1676–1683), przebudowana w klasycyzmie, obecnie część budynku pałacu Na Wyspie w Łazienkach Królewskich w Warszawie,
- Ermitaż (1683–1690) w Łazienkach w Warszawie,
- Marywil w Warszawie (1692–1695), nieistniejący
- Pałac Czartoryskich w Puławach (1671–1679)
- Pałac w Otwocku Wielkim (1693–1703),
- Pałac w Nieborowie (1695–1697) – dla prymasa Radziejowskiego,
- Pałac Lubomirskich w Lubartowie,
- Pałac Ostrogskich, później zwany Lubomirskich, obecnie Muzeum Ziem Wschodnich Dawnej Rzeczypospolitej w Lublinie,
- Pałac Czartoryskich w Lublinie.

#### przypisywane
- Dwór w Oborach

### Inne projekty
- projekt nagrobka Zofii z Opalińskich Lubomirskiej w kościele w Końskowoli, ok. 1675,
- Okopy Świętej Trójcy, 1692,
- ołtarz św. Felicyssymy i Genowefy w kościele Św. Krzyża w Warszawie, ok. 1697-1704,
- fortyfikacje zamku w Łańcucie,
- seminarium duchowne w Łowiczu,
- przebudowa zamku w Zawieprzycach,
- fasada Collegium Ressoviense,
- przebudowa zamku w Baranowie Sandomierskim,
- przebudowa zamku w Janowcu.
- układ urbanistyczny na planie krzyża miasta odpustowego Góra Kalwaria, ok. 1670

## Upamiętnienie
Od 24 listopada 1961 ulica w Warszawie na terenie dzielnicy Śródmieście nosi nazwę ulicy Tylmana Gamerskiego.